# Jürgen Attig
Jürgen Attig (* 1961 in Hildesheim) ist ein deutscher Jazz- und Fusionmusiker (Kontrabass, E-Bass, Komposition).

## Leben und Wirken
Attig spielt seit dem 15. Lebensjahr Bass; er erlernte die Instrumente überwiegend autodidaktisch. 1983 nahm er am Modellversuch Popularmusik an der Musikhochschule Hamburg teil. 
1982 war Attig Mitglied der Band von Gunter Hampel. Zwischen 1984 und 1988 gehörte er zur Popband Felix de Luxe; daneben arbeitete er regelmäßig mit Biréli Lagrène, mit dem er mehrere Europatourneen unternahm und beim Montreux Jazz Festival auftrat. 1989 bis 1990 gehörte er zu den Rainbirds. Seit 1993 begleitete er Georgette Dee. Er spielte auf zahlreiche Europa- und USA-Tourneen mit Dennis Chambers, Dave Weckl, Gerry Brown, Brian Melvin, Vinnie Colaiuta, Kenwood Dennard, Hiram Bullock, Bootsy Collins, James Moody, Horace Parlan, Buddy DeFranco, Herb Geller sowie mit dem Gil Evans Monday Evening Orchestra. Seit 1995 gehörte er zur Band von Nils Gessinger, mit der er vier Alben einspielte.
Die NDR-Bigband holte ihn 1997 zu ihrem Tribut an Jaco Pastorius We Remember Jaco. Als Studiomusiker wirkte er auf zahlreichen CD-Produktionen mit, etwa bei Randy Crawford. Seit 1991 erhält er Lehraufträge (Seminare und Instrumentalunterricht) an der Universität Hildesheim.

## Diskographische Hinweise
- Peter O’Mara, Jürgen Attig, Wolfgang Roggenkamp Spirits (Acoustic Music 1995)
- Aventureiro (Columbia Records 2012, mit Othello Molineaux, Bobby Thomas Jr., Archie Penà, Randy Bernsen, Raul Midón, Ulita Knaus u. a.)[1]